# Tineobius longfellowi
Tineobius longfellowi är en stekelart som först beskrevs av Girault 1923.  Tineobius longfellowi ingår i släktet Tineobius och familjen hoppglanssteklar. Inga underarter finns listade i Catalogue of Life.